# Gymnetron
Gymnetron är ett släkte av skalbaggar som beskrevs av Carl Johan Schönherr 1825. Gymnetron ingår i familjen vivlar.

## Dottertaxa tillGymnetron, i alfabetisk ordning[1][2]
- Gymnetron aequale
- Gymnetron aestivum
- Gymnetron albohirtum
- Gymnetron alboscutellatum
- Gymnetron algiricum
- Gymnetron amictus
- Gymnetron antirrhini
- Gymnetron aper
- Gymnetron apicale
- Gymnetron apicalis
- Gymnetron asellus
- Gymnetron aterrimum
- Gymnetron atratulum
- Gymnetron auliense
- Gymnetron basalis
- Gymnetron beccabungae
- Gymnetron bellum
- Gymnetron biarcuatum
- Gymnetron bicolor
- Gymnetron binaevum
- Gymnetron bipartitus
- Gymnetron bisignatus
- Gymnetron bodenheimeri
- Gymnetron bonnairei
- Gymnetron brevicrinitum
- Gymnetron brevipenne
- Gymnetron brevipile
- Gymnetron brisouti
- Gymnetron brondeli
- Gymnetron caffer
- Gymnetron campanulae
- Gymnetron canescens
- Gymnetron carinatus
- Gymnetron castaneum
- Gymnetron caucasicum
- Gymnetron cinerarium
- Gymnetron cognatum
- Gymnetron collinum
- Gymnetron collinus
- Gymnetron comori
- Gymnetron comosus
- Gymnetron concinnus
- Gymnetron concolor
- Gymnetron conductum
- Gymnetron conicirostre
- Gymnetron conirostre
- Gymnetron consors
- Gymnetron corcyreum
- Gymnetron crassirostris
- Gymnetron cuneipes
- Gymnetron curtirostre
- Gymnetron curtulum
- Gymnetron curvirostre
- Gymnetron cylindrirostris
- Gymnetron densatum
- Gymnetron depressum
- Gymnetron desbrochersi
- Gymnetron distinctum
- Gymnetron distinctus
- Gymnetron dorsalis
- Gymnetron elongatum
- Gymnetron eous
- Gymnetron erinaceum
- Gymnetron eversmanni
- Gymnetron fallax
- Gymnetron flavocalcaratus
- Gymnetron florum
- Gymnetron foveolatum
- Gymnetron foveolatus
- Gymnetron fuentei
- Gymnetron fuliginosus
- Gymnetron fulvus
- Gymnetron furcatum
- Gymnetron fuscescens
- Gymnetron fuscicrus
- Gymnetron germari
- Gymnetron graminis
- Gymnetron griseohirtellum
- Gymnetron griseohirtus
- Gymnetron haemorrhoidale
- Gymnetron haemorrhus
- Gymnetron herbarum
- Gymnetron heydeni
- Gymnetron hipponense
- Gymnetron hircinum
- Gymnetron hirsutulum
- Gymnetron hirsutum
- Gymnetron hirsutus
- Gymnetron hispidus
- Gymnetron hoferi
- Gymnetron ictericus
- Gymnetron incanum
- Gymnetron inermicrus
- Gymnetron intaminatus
- Gymnetron intermedium
- Gymnetron interpositum
- Gymnetron jucundum
- Gymnetron labile
- Gymnetron lanarium
- Gymnetron lanigerum
- Gymnetron lanuginosum
- Gymnetron laterufum
- Gymnetron latiusculum
- Gymnetron lebedevi
- Gymnetron liebmanni
- Gymnetron linariae
- Gymnetron linkei
- Gymnetron littoreum
- Gymnetron lloydi
- Gymnetron logesi
- Gymnetron longirostre
- Gymnetron longirostris
- Gymnetron longulum
- Gymnetron luctuosum
- Gymnetron ludyi
- Gymnetron lusitanicum
- Gymnetron maraquense
- Gymnetron maritima
- Gymnetron marmota
- Gymnetron marraquense
- Gymnetron marseuli
- Gymnetron marshalli
- Gymnetron mateui
- Gymnetron matsumurai
- Gymnetron mauritii
- Gymnetron melanarium
- Gymnetron melanarius
- Gymnetron melaphrum
- Gymnetron melas
- Gymnetron melinum
- Gymnetron micros
- Gymnetron mixtum
- Gymnetron miyoshii
- Gymnetron molle
- Gymnetron moricei
- Gymnetron moroderi
- Gymnetron mourieri
- Gymnetron nanus
- Gymnetron nasutum
- Gymnetron nasutus
- Gymnetron natus
- Gymnetron netus
- Gymnetron nigricolor
- Gymnetron nigrinum
- Gymnetron nigripes
- Gymnetron nigritarse
- Gymnetron nigronotatum
- Gymnetron nigrosetulosum
- Gymnetron nigrum
- Gymnetron niloticum
- Gymnetron noctis
- Gymnetron oblongulum
- Gymnetron obsequens
- Gymnetron otini
- Gymnetron ovatum
- Gymnetron palaestinum
- Gymnetron pallidimanus
- Gymnetron paratychioides
- Gymnetron parcius
- Gymnetron pascuorum
- Gymnetron pelliceus
- Gymnetron perparvulus
- Gymnetron pilosus
- Gymnetron pipistrellum
- Gymnetron pirazzolii
- Gymnetron plagiatus
- Gymnetron plagiellus
- Gymnetron plantaginis
- Gymnetron plantarum
- Gymnetron plebejus
- Gymnetron polonicus
- Gymnetron pseudomelanarium
- Gymnetron pyrenaeum
- Gymnetron rostellum
- Gymnetron rotundicollis
- Gymnetron rubicundum
- Gymnetron rubricum
- Gymnetron rubripes
- Gymnetron rubrofemoratum
- Gymnetron rubromelanarium
- Gymnetron rufescens
- Gymnetron rufirostre
- Gymnetron rufofusca
- Gymnetron saladense
- Gymnetron sanctum
- Gymnetron sanguinipenne
- Gymnetron sanguinipes
- Gymnetron sapiens
- Gymnetron schaferi
- Gymnetron schwarzi
- Gymnetron scutellare
- Gymnetron semirubrum
- Gymnetron semirufum
- Gymnetron seriatum
- Gymnetron seriehirtum
- Gymnetron seriepilosus
- Gymnetron setarium
- Gymnetron simplex
- Gymnetron simulatum
- Gymnetron simum
- Gymnetron solutum
- Gymnetron somnulentus
- Gymnetron spilotus
- Gymnetron squamicolle
- Gymnetron squamidorsum
- Gymnetron stimulosum
- Gymnetron stimulosus
- Gymnetron sublanatum
- Gymnetron subrotundatum
- Gymnetron subrotundulum
- Gymnetron suturalis
- Gymnetron suturiferum
- Gymnetron tenuirostre
- Gymnetron testaceum
- Gymnetron teter
- Gymnetron tetrum
- Gymnetron thapsicola
- Gymnetron tibiale
- Gymnetron tibiellum
- Gymnetron trigonalis
- Gymnetron trivialis
- Gymnetron tychioides
- Gymnetron ugandanum
- Gymnetron uncipes
- Gymnetron uniforme
- Gymnetron uniseriatum
- Gymnetron variabile
- Gymnetron vaulogeri
- Gymnetron verbasci
- Gymnetron veronicae
- Gymnetron vestitus
- Gymnetron villosipenne
- Gymnetron villosulum
- Gymnetron villosulus
- Gymnetron vittipenne
- Gymnetron vulpes
- Gymnetron zuberi